# Lijst van voormalige windmolens in Drenthe
Dit is een lijst van voormalige windmolens in de Nederlandse provincie Drenthe.
| Naam              | Plaats     | Gemeente    | Provincie | Type molen           | Functie    | Zichtbare restanten     | Huidig gebruik | Foto |
| ----------------- | ---------- | ----------- | --------- | -------------------- | ---------- | ----------------------- | -------------- | ---- |
| Korenmolen        | Schoonoord | Coevorden   | Drenthe   | stellingmolen        | korenmolen | ondertoren met achtkant | woning         |      |
| Lutke's Meule     | Nijeveen   | Meppel      | Drenthe   | kleine stellingmolen | korenmolen | ondertoren              |                |      |
| Bonner Molen      | Bonnen     | Aa en Hunze | Drenthe   | stellingmolen        | korenmolen | geen                    |                |      |
| Molen van Greving | Anloo      | Aa en Hunze | Drenthe   | grondzeiler          | korenmolen | geen                    |                |      |
| Molen van Brands  | Rolde      | Aa en Hunze | Drenthe   | stellingmolen        | korenmolen | geen                    |                |      |
| Molen van Everts  | Bonnerveen | Aa en Hunze | Drenthe   | stellingmolen        | korenmolen | geen                    |                |      |